# Klioutchevskoï
Le Klioutchevskoï (en russe : Ключевской Вулкан), aussi appelé Klioutchevskaïa Sopka (en russe : Ключевская сопка), est un stratovolcan basaltique situé sur la péninsule du Kamtchatka, en Extrême-Orient russe. D'une altitude de 4 688 mètres, il est le point culminant de la péninsule et de la Sibérie, devançant le mont Béloukha. Né il y a environ 6 000 ans, il doit son origine à sa situation, faisant partie de la ceinture de feu du Pacifique. Comme tous les volcans de la péninsule du Kamtchatka, le Klioutchevskoï est donc un volcan de subduction. Il a été classé, avec les autres volcans du Kamtchatka, au patrimoine mondial par l'UNESCO depuis 1996. Il a été étudié de façon exhaustive par la volcanologue Sofia Naboko.

## Premières ascensions
Ce volcan aux pentes raides et symétriques se situe à environ 85 kilomètres de l'océan Pacifique. Il fut escaladé pour la première fois en 1788 par Daniel Gauss et deux autres membres de l'expédition Billings. C'est une ascension dangereuse, puisque lors de la deuxième tentative connue, en 1931, plusieurs membres de l'expédition furent tués par des projections volcaniques.
En 1992, Denis Ouroubko réalisa l'ascension en solitaire en hiver.

## Activité éruptive

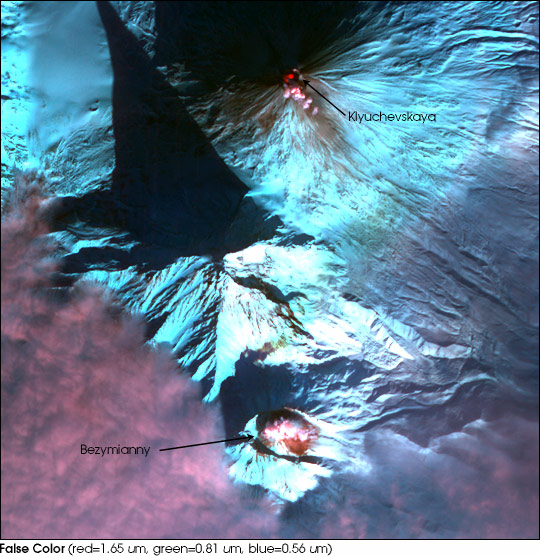
Éruption de janvier 2004 vue de l'espace. Le Bezymianny est en bas, un peu au nord, le Kamen, et encore plus au nord, le Klioutchevskoï, aussi en activité.

Le premier témoignage écrit d'une éruption du Klioutchevskoï est dû à Vladimir Atlassov, un des explorateurs du Kamtchatka, en 1697. Depuis sa formation il y a 6 000 ans, cet imposant cône volcanique n'a pas connu de période d'inactivité majeure. Généralement couvert de glace et de neige, il a connu plus de 80 éruptions en 200 ans, généralement de type stromboliennes ou vulcaniennes avec émissions de lave. De 1932 à 1987, 12 éruptions latérales ont eu lieu de 450 à 3 900 m d'altitude en raison d'une activité sismique. Ses laves sont généralement des basaltes magnésiens à alumineux (selon leur degré de différenciation). Des études semblent montrer que le magma qui alimente le Klioutchevskoï est en fait le magma parental à l'origine de la série calco-alcaline (andésites, dacites) émise par le volcan Bezymianny tout proche (Almeev et al., 2003). Bon nombre de ces éruptions ont eu lieu au niveau de fissures radiales situées sur ses flancs, mais le volcan est aussi capable d'éruptions sommitales violentes.
Le 8 septembre 1994, par exemple, une violente éruption sommitale a émis 30 millions de mètres cubes de lave, 50 millions de mètres cubes de projections diverses et un panache de cendres qui s'est élevé jusqu'à 20 kilomètres d'altitude. Une autre éruption eut lieu le 20 janvier 2005 : ce fut une éruption sommitale de type explosif avec quelques émissions de lave ; elle a eu pour conséquence la formation d'un lahar, à cause de la fonte partielle du glacier Ehrman.
Le Klioutchevskoï présente une activité de fumerolles non négligeable, dont la température varie entre 50 °C et 900 °C. Les gaz émis contiennent, outre du soufre et du dioxyde de carbone, de nombreux éléments (au moins 31), en particulier les éléments Cu, Pb, Mo, Zn, Bi et Ag.
Régulièrement actif à partir de 2005 et en éruption depuis avril 2025, le volcan connaît un regain d'activité le 30 juillet 2025 quelques heures après un séisme de magnitude 8,8 au large de la côte orientale de la péninsule du Kamtchatka, sans pour autant que le lien ne soit formellement établi entre les deux événements, le volcan étant situé à environ 400 kilomètres au nord de l'épicentre.

## Dans la culture

### Philatélie
En 1965, l'URSS a émis un timbre à l'effigie du Klioutchevskoï.

### Légendes

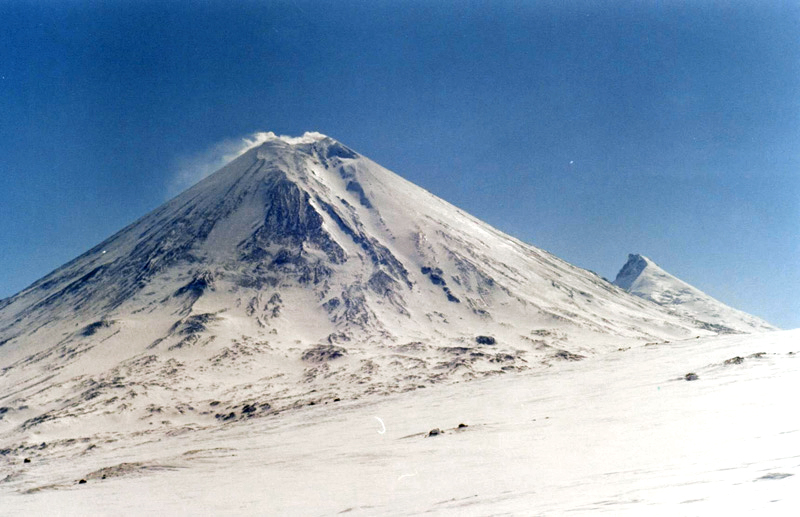
Vue du sommet du Klioutchevskoï.

Les Itelmènes constituent un peuple indigène du Kamtchatka dont les légendes parlent souvent des volcans en général, et du Klioutchevskoï en particulier. Par exemple, les légendes de la création de la péninsule du Kamtchatka ont été transmises oralement depuis des temps immémoriaux (on a estimé que la présence de ce peuple sur ces terres dure depuis au moins 5 200 ans). Cette création fait intervenir le grand dieu Kutkh (le Corbeau) qui aurait plongé dans l'océan, saisi entre ses griffes le fond de la mer et l'aurait tiré jusqu'à la surface comme un poisson. Au sommet, à l'endroit où il a planté ses griffes, le terrain serait resté « inachevé », ouvert, et constituerait la bouche des volcans.
Les volcans ont toujours eu une mauvaise réputation chez les Itelmènes. Ils considèrent que leur sommet est habité par de puissants « esprits » ou « démons » appelés Gomouly ou gomouls ou kamouli. Selon la légende, la nuit, ces Gomouly descendent le volcan et partent jusqu'à la mer pour pêcher des poissons et des baleines et reviennent avec une baleine suspendue à chaque doigt. Les baleines sont alors grillées sur un feu, ce qui expliquerait les feux et lumière visibles au-dessus des volcans la nuit, et la fumée visible le jour. Les Itelmènes sont persuadés qu'il y a des monceaux d'os de baleine au sommet du Klioutchevskoï, mais ils ne se sont jamais aventurés jusque-là pour vérifier la légende…
Vladimir Atlassov écrivit, au début du XVIIIe siècle, au sujet du Klioutchevskoï : « Si quelqu'un grimpe jusqu'à mi-chemin du sommet de la montagne, il entendra un rugissement si fort qu'il en devient à peine tolérable. Ceux qui poursuivront l'ascension ne reviendront jamais. Et personne ne saura ce qu'il leur est arrivé sur la montagne. »[réf. nécessaire]